# Masahiro Yamauchi
Masahiro Yamauchi (Japans: 山内 雅弘, Yamauchi Masahiro) (Sendai, 23 november 1960) is een Japans componist.

## Levensloop
Yamauchi studeert aan het Tokyo University of the Arts in Tokio, compositie bij Masao Homma, Akira Kitamura, Yoshio Hachimura, Hiroaki Minami, Teizo Matsumura en Toshiro Mayuzumi.

## Composities

### Werken voor orkest[1]
- 1981: So-Kyo, for Shamisen and Orchestra
- 1992: Concerto for Orchestra
- 1993: Sora no Kioku for Orchestra
- 1996: Sinfonia, for Orchestra
- 1998: Wind's floating thoughts for Violine and Orchestra
- 2010: Sora no Katachi, for Piano and Orchestra

### Werken voor harmonieorkest
- 1999 Sinfonia, for Band
- 2005 Legendary Prelude

### Kamermuziek
- 1984 The Ritual of Kagero, for four flutes
- 1996 Memory of the Spiral, for flute and violin
- 2008 Aria, for Violin and Piano

### Pianomuziek
- Dislocation of time